# Bruce Williams
Bruce M. Williams (Nova Escòcia, desembre de 1876 – ?) va ser un tirador canadenc que va competir a començaments del segle xx.
El 1908 va prendre part en els Jocs Olímpics de Londres, on guanyà una medalla de bronze en la prova de rifle militar per equips.